# 极北柳莺
极北柳莺（学名：Phylloscopus borealis）为柳鶯科柳莺属的鸟类。是一種廣泛分佈的柳鶯，繁殖於芬諾斯堪底亞及古北界北部的白樺或混合白樺森林，通常靠近水域。它在北美建立了一定的棲地，並在阿拉斯加繁殖。這種鶯鳥具有強烈的遷徙性；整個種群會在東南亞過冬。因此，它擁有任何舊世界食蟲鳥類中最長的遷徙距離之一。该物种的模式产地在西伯利亚。
它過去被認為包含在堪察加、千島群島和日本繁殖的種群，但遺傳學和鳴聲的證據強烈表明這些應被視為獨立的物種，現在它們已被認定為獨立物種：堪察加柳鶯分佈於堪察加、北海道和千島群島，而日本柳鶯則分佈於日本（北海道除外）。
其巢築於地面低矮的灌木叢中。像大多數舊世界鶯類一樣，這種小型雀形目鳥類是食蟲性的。

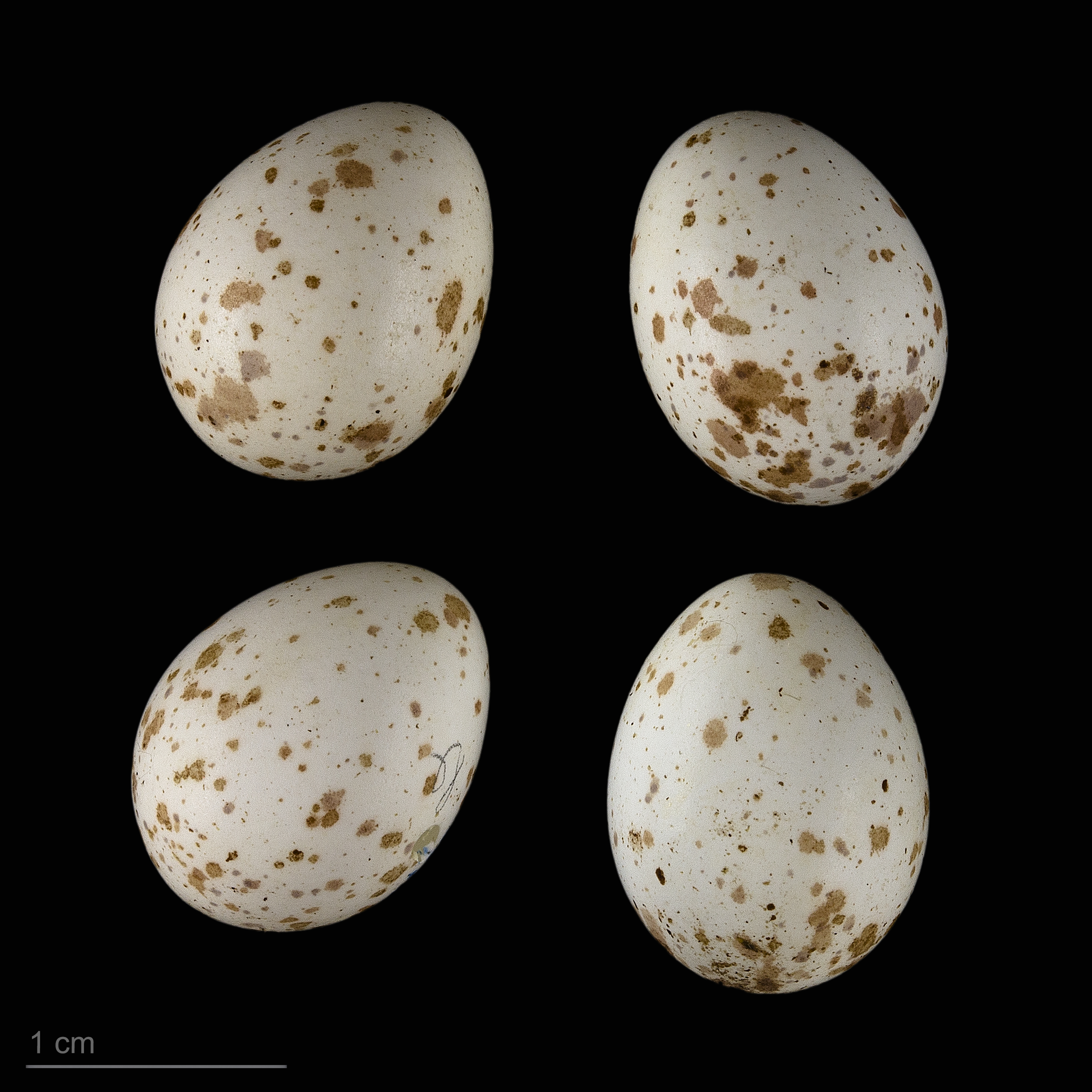
Phylloscopus borealis - 土魯斯博物館

這是一種典型的柳鶯，外觀上呈現上方灰綠色、下方灰白色。其單一的翼斑使其與大多數相似的物種區別開來，除了暗綠柳鶯（Phylloscopus trochiloides）。它比暗綠柳鶯體型稍大，且喙較重，呈匕首狀，下喙尖端為深色。其鳴唱為快速的顫音。
此物種在秋季作為迷鳥出現在歐洲西部，並在大不列顛每年都能見到。從1958年到2001年，英國共有225次確認的極北柳鶯觀察記錄。
屬名Phylloscopus來自古希臘語phullon，意為「葉」，和skopos，意為「尋找者」（來自skopeo，意為「觀察」）。種名borealis來自拉丁文，意為「北方的」。

## 亚种
- 极北柳莺指名亚种（学名：Phylloscopus borealis borealis）。在中国大陆，分布于华北和华南等地。该物种的模式产地在西伯利亚。[6]
- 极北柳莺北方亚种（学名：Phylloscopus borealis hylebata）。在中国大陆，分布于黑龙江、福建等地。该物种的模式产地在福建。[7]
- 极北柳莺堪察加亚种（学名：Phylloscopus borealis xanthodryas）。在中国大陆，分布于山东、江西、广西、广东、福建等地。该物种的模式产地在福建。[8]